# Ulosyneda valens
Ulosyneda valens là một loài bướm đêm trong họ Noctuidae.